# Ahmed al-Senussi
El príncipe Ahmed al-Zubair al-Senussi, también conocido como Zubeir Ahmed al-Sharif, (árabe: أحمد الزبير الشريف الشريف) (nacido en 1934) es un miembro libio de la cofradía sanusí y del Consejo Nacional de Transición que representa a los prisioneros políticos de Libia.

## Biografía
Es sobrino nieto de Idris de Libia, el único rey de Libia, y fue nombrado en honor a su abuelo Ahmed Sharif as-Senussi. Ahmed al-Senussi se graduó de la Academia Militar de Irak en 1958. En 1961 se casó con su esposa Fatilah, ya fallecida.
En 1970, comenzó a planear el derrocamiento de Muammar Gaddafi un año después de que Gaddafi tomara el poder en un golpe militar. Junto con su hermano y otros conspiradores, trató de reemplazar al gobierno de Gaddafi y supuestamente dar a la gente la oportunidad de elegir entre una monarquía o una república constitucional. Fue arrestado y sentenciado a muerte; sin embargo, en 1988 su sentencia fue conmutada por otros 13 años de prisión y se permitió a su familia visitarlo. Permaneció en régimen de aislamiento durante los primeros nueve años de su sentencia y, según se alega, fue torturado con frecuencia. Afirma que la tortura incluía frecuentes palizas con palos, ser colgado de las manos y las piernas, casi ahogarse y tener los pies rotos. Tras salir del aislamiento, compartió una celda con muchos otros prisioneros, incluido Omar El-Hariri. Tras ser trasladado a la prisión de Abu Salim en 1984, se enteró de que su esposa había muerto mientras estaba en cautiverio. Recibió un indulto en el 32º aniversario de la toma del poder por parte de Gaddafi, y recibió 107.300 dólares (131.000 dinares libios) y una pensión mensual de 314,62 dólares (400 dinares libios). Estuvo encarcelado como prisionero político durante 31 años hasta su liberación en 2001, lo que lo convirtió en el prisionero más largo de la historia moderna de Libia.
El 27 de octubre de 2011, el Parlamento Europeo lo eligió junto con otros cuatro árabes para ganar el Premio Sájarov a la Libertad de Conciencia en 2011.
El 6 de marzo de 2012, Ahmed al-Senussi fue anunciado como líder del autoproclamado Consejo de Transición Cirenaica.